# Podsreda
Podsreda es una ciudad de Eslovenia perteneciente a la municipalidad de Kocje. Se encuentra cerca de la frontera con Croacia. Es famosa por su mercado, que tiene lugar cada domingo y ofrece productos metálicos, madera y comida. 
Sobre una colina encima de la ciudad se alza el castillo de Podsreda, de los siglos XI y XII. 
- Datos: Q598910
- Multimedia: Podsreda / Q598910